# Depsages granulosa
Depsages granulosa är en skalbaggsart som först beskrevs av Guérin-Méneville 1831.  Depsages granulosa ingår i släktet Depsages och familjen långhorningar. Inga underarter finns listade i Catalogue of Life.